# Andreas Kamm
Andreas Kamm (* 20. Jahrhundert) ist ein österreichischer Filmproduzent.
Andreas Kamm begann in den frühen 1980er Jahren in der Filmproduktionsleitung. Er arbeitete für Serien wie Heiteres Bezirksgericht und Die Strauß-Dynastie. Anfang der 1990er Jahre wurde er dann bei der Wiener MR Film als Produzent, überwiegend im TV-Bereich, tätig. Seit 2004 ist er Geschäftsführer von MR Film zusammen mit Oliver Auspitz und Kurt G. Mrkwicka.
2011 wurde er für die Serie Schnell ermittelt mit einem Romy als besten TV-Produzenten ausgezeichnet.

## Filmografie (Auswahl)
- 1996–1997: Kaisermühlen Blues (Fernsehserie, 20 Folgen)
- 1998–2007: Medicopter 117 – Jedes Leben zählt (Fernsehserie, 39 Folgen)
- 2006: Kronprinz Rudolfs letzte Liebe
- 2008: Falco – Verdammt, wir leben noch!
- 2008: Der erste Tag
- 2009–2018: Schnell ermittelt (Fernsehserie, 55 Folgen)
- 2010: Seine Mutter und ich
- 2010: 3faltig
- 2010: Die Gipfelzipfler (Fernsehserie, 9 Folgen)
- 2011: Die Abstauber
- 2013: Alles Schwindel (Fernsehfilm)
- 2013: Janus (Fernsehserie, 7 Folgen)
- 2013: Bad Fucking
- 2014: Clara Immerwahr
- 2015–2016: Vorstadtweiber (Fernsehserie, 12 Folgen)
- 2016: Das Sacher (TV-Zweiteiler)
- 2016: Pokerface – Oma zockt sie alle ab
- 2017: Anna Fucking Molnar
- 2017: Maria Theresia
- 2017: Maximilian – Das Spiel von Macht und Liebe (TV-Dreiteiler)
- 2019: Kaviar
- seit 2019: Vienna Blood (Fernsehreihe)
- 2022: Tage, die es nicht gab (Fernsehserie)
- 2022: Das Netz – Prometheus (Fernsehserie)
- 2024: Biester (Fernsehserie)
- 2024: Die Liesl von der Post – Jugendsünden (Fernsehreihe)
- 2024: Die Liesl von der Post – Klapperstorch (Fernsehreihe)